# Eugenia Clinchard
Eugenia Clinchard (Alameda, 5 luglio 1904 – Panorama City, 15 maggio 1989) è stata un'attrice statunitense, attiva nel cinema muto dal 1911 al 1914 (tra i 7 e 10 anni d'età), prima attrice bambina a specializzarsi nel genere western.

## Biografia
Eugenia Clinchard nasce in California nel 1904. Cresciuta a Oakland, a soli tre anni già si esibisce nel circuito dei teatri di vaudeville dell'area di San Francisco. Debutta con successo al cinema a 7 anni in Papa's Letter, un dramma familiare diretto da Arthur Mackley. Secondo le accettate convenzioni del teatro e del cinema dell'epoca, Eugenia interpreta il ruolo maschile di un bambino, al fianco di Fred Church e Edna Fisher. Arthur Mackley e Gilbert M. Anderson, pionieri del cinema western, rimangono colpiti dal talento della bambina e le offrono la possibilità di recitare in film western dapprima per tre volte al fianco di Arthur Mackley ("lo sceriffo") e poi in 7 episodi della fortunata serie di "Broncho Bill" con Gilbert M. Anderson. Eugenia diventa così la prima attrice bambina a specializzarsi nel genere western.
Un incidente fortunosamente scampato sul set cinematografico convince i genitori che il cinema è un ambiente troppo pericoloso per la figlia, la quale dal 1914 al 1922 continuerà a recitare solo in teatro nell'area di San Francisco.
Nel 1926 Eugenia si sposa con Walter G. Pearch. Nascono due figli, uno dei quali Wally George diverrà un noto commentatore radiofonico e televisivo e padre dell'attrice Rebecca De Mornay. Dopo il divorzio nel 1945, Eugenia si risposa nel 1955 con Robert R. Horton.
L'attrice muore in California nel 1989 all'età di 84 anni.

## Filmografia
- Papa's Letter, regia di Arthur Mackley (1911)
- A Frontier Doctor, regia di Arthur Mackley (1911)
- A Child of the West, regia di Gilbert M. Anderson (1912)
- The Sheriff's Inheritance, regia di Arthur Mackley (1912)
- Broncho Billy and the Sheriff's Kid, regia di Gilbert M. Anderson (1913)
- The Influence of Broncho Billy, regia di Gilbert M. Anderson (1913)
- Broncho Billy and the Rustler's Child, regia di Gilbert M. Anderson (1913)
- The Crazy Prospector, regia di Gilbert M. Anderson (1913)
- Broncho Billy's Christmas Deed, regia di Gilbert M. Anderson (1913)
- Broncho Billy, the Vagabond, regia di Gilbert M. Anderson (1914)
- Broncho Billy's Christmas Spirit, regia di Gilbert M. Anderson (1914)